# Dziedzickia nitida
Dziedzickia nitida är en tvåvingeart som beskrevs av Edwards 1925. Dziedzickia nitida ingår i släktet Dziedzickia och familjen svampmyggor. Inga underarter finns listade i Catalogue of Life.